# Anna Wendzikowska
Anna Danuta Wendzikowska (sinh ngày 7 tháng 9 năm 1981 tại Warsaw) là một nữ diễn viên, nhà báo và người dẫn chương trình truyền hình người Ba Lan.

## Sự nghiệp
Các bộ phim chiếu rạp gắn liền với tên tuổi của cô là True Crimes (2016), Show (2003) và Out of Reach (2004). Wendzikowska cũng là nữ diễn viên quen thuộc của bộ phim truyền hình M jak miłość (2012-2017) trong vai Monika.
Cô còn được công chúng biết đến với vai trò là phóng viên của chương trình buổi sáng Dzień dobry TVN. Năm 2007, cô xuất hiện trong video âm nhạc cho bài hát "Kill The Pain" của Poise Rite. Vào năm 2011, cô tham gia chương trình giải trí Dancing with the Stars: Taniec z gwiazdami (Mùa 13) trên đài TVN. Bạn nhảy của cô là Michał Stukan.

## Đời tư
Con gái đầu lòng của cô với Patryk Ignaczak tên là Kornelia (sinh năm 2015). Con gái thứ hai của cô với doanh nhân Jan Bazyl tên là Antonina (sinh năm 2018).

## Phim tiêu biểu
- 2001–2002: Lokatorzy - Wioletta Puszczyk (tập 51), Marlena (tập 86)
- 2002: Nienasycenie - Eliza
- 2003: Show - Monika
- 2004: Dziki - Kasia
- 2004: Out of Reach - Soraya
- 2004, 2007: Kryminalni - Monika
- 2005: Pierwsza miłość - lễ tân (tập 60)
- 2005: Klinika samotnych serc - Kaja
- 2006: Serce na dłoni - Ania
- 2006: Cold Kenya - szatniarka
- 2008: The Final Wait
- 2008: The Bill - Halina Lesnik
- 2008: Coming Up - người mẹ
- 2008–2009: Klan - Kaja
- 2009: Londyńczycy - bà chủ
- 2010: Edge - Agata
- 2010: Casualty - Vita
- Từ 2012: M jak miłość - Monika
- 2014: Paranoia (phim ngắn)
- 2015: Bangistan
- 2016: True Crimes - người phỏng vấn